# バイオハザード: ザ・ファイナル
『バイオハザード: ザ・ファイナル』 (Resident Evil: The Final Chapter) は、2016年12月23日公開（全米では2017年1月27日公開）のホラーアクション映画。
カプコンのサバイバルホラーゲーム『バイオハザードシリーズ』を原作とした、ポール・W・S・アンダーソン製作の実写映画版シリーズ第6作品目かつ最終作である。　

## 概要
2012年公開の『バイオハザードV リトリビューション』（以降『V』）から約4年振りの作品となる。
監督・脚本のポール・W・S・アンダーソンいわく、本作では『バイオハザード』（以降『I』）のような、ホラー色の強い要素を意識して制作したとのこと。
前作での戦いの直後から物語は始まり、舞台をワシントンD.C.から、かつて最初にバイオハザードが発生したラクーンシティ及び、元地下研究施設『ハイブ』へと移しつつ、アリスと、その仲間と、アンブレラ社創始者の一人、アレクサンダー・ローランド・アイザックス率いるアンブレラとの最後の戦いが描かれる。
前作『V』と前々作『バイオハザードIV アフターライフ』（以降『IV』）は、ジェームズ・キャメロン監督の『アバター』等でも使用された、撮影した映像がそのまま3D映像になるフュージョンカメラシステムを用いて制作された3D作品だった。しかしポールは本作で初めて「コンバージョン」（2Dカメラで撮影して編集で3D作品にする方式）に挑戦している。これはフュージョンカメラシステムを搭載した3Dカメラでは、コンバージョンでは実現できない奥行きの深い3D映像が撮れる反面、サイズが大きくカメラワークに制限が出てしまう欠点があり、近年コンバージョンの技術が進化したこともあって、本作ではこちらを用いたとインタビューで語っている。
本作は『IV』や『V』にあったような、原作ゲームのシーンをそのまま再現したような描写は少なくなり、『I』や『バイオハザードIII』（以降『III』）同様、映画オリジナル要素が強い作風となっているが、舞台装置や演出などには、依然として多くの原作ゲームへのオマージュ要素が見て取れる。最終作ということで前作までの全5作品のハイライトが多く描写されている。
シリーズの主人公であるミラ・ジョヴォヴィッチが演じるアリスを始めとする主要人物としては、アリ・ラーターが演じるクレア・レッドフィールドが『IV』以来ぶりに再登板するほか、ショーン・ロバーツ演じるアルバート・ウェスカーが前作に引き続き登場する。また、アンブレラ社の創設に携わったキーパーソンとして、原作ゲーム『0』などに登場したジェームズ・マーカスがT-ウイルス開発者として映画に初登場。ジェームズとその娘のアリシアは、映画の主人公を務めるアリスの出生の秘密にも大きく関わってくる。さらに『III』で死亡したはずのイアン・グレン扮するアイザックス博士が、シリーズの黒幕として『III』以来ぶりに再登板する。
クリーチャーは、シリーズの顔とも言える「アンデッド（ゾンビ）」、「ケルベロス」が登場するほかに、原作ゲーム『5』から「ポポカリム」、『6』から「ブラッドショット」、そして「ジュアヴォ」の名を冠するアンデッドが登場する。

## あらすじ
主人公のアリス・アバーナシーが目を覚ました時、その周りに広がっていたのは荒廃したワシントンD.C.だった。アリスはそこで巨大なコウモリのようなクリーチャー「ポポカリム」と死闘を繰り広げ、辛くも生還する。その後、アリスは廃墟と化したホワイトハウス周辺の建物を徘徊するうち、あるコンピューターが設置されている部屋を見つける。その室内のモニターに映し出されたのは、アンブレラ社の人工知能レッドクイーンだった。
レッドクイーンはアリスに「T-ウイルスに感染した、すべてのものを抹消できる抗ウイルス剤をアンブレラ社が開発した。それはラクーンシティの地下にあるハイブの中にある。そして、48時間以内に抗ウイルス剤を空気中へ放出させなければすべての人間が死亡し、アンブレラ社の真の目的が遂行されることになる。私はアンブレラ社に逆らえないが、人類を尊重するようにプログラミングされている。あなたに人類を救ってほしい。」と伝える。
アリスは以前にハイブやアンブレラ・プライムでレッドクイーンが自分や仲間たちを殺そうとしたため、レッドクイーンに対して半信半疑であったが、最後の望みをかけてラクーンシティへ向かう。その道中で襲ってきたアンブレラ社の隊員たちによる危機を脱した直後、アンブレラ社専用のバイクを使用しようとしたために電気ショックが発生し、アリスは失神してしまう。
意識が戻ったのは、アンブレラ社の装甲車内だった。そこには、アリスが以前に倒したはずのアイザックス博士がいた。アリスは移動中の装甲車上でアイザックスと死闘を繰り広げた果てに脱出し、かつての戦友クレア・レッドフィールドや新たな仲間と合流し、アルバート・ウェスカーのいるハイブへ向かう。その道中にはさまざまな罠が仕掛けられており、それらを切り抜けて最終決戦に挑むアリスは、自らの出生の真実を知ることとなる。

## キャスト

### 主要人物
アリス・アバーナシー（Alice）
演：ミラ・ジョヴォヴィッチ
実写映画版バイオハザードシリーズの主人公で元アンブレラ社の特殊工作員。かつて映画一作目『I』で、ハイブでのT-ウイルスの漏洩事件（バイオハザード）に遭遇して記憶を失い、それ以降、数多くの修羅場を切り抜けてきた。
映画二作目『II』では、アンブレラの研究員であるアイザックス博士から「アリス計画」と称してT-ウイルスを投与され、肉体的な変異を起こさないまま、超人的な身体能力とテレキネシスのような特殊能力を覚醒させ、被検体の成功例となる。映画三作目『III』で、アイザックス博士とアンブレラはアリスの驚異的な能力を制御し、アンブレラの支配下に置こうと試みるが、失敗して多大な損害を負ってしまい、映画四作目『IV』でアンブレラの幹部であるアルバート・ウェスカーからリコールと称されてT-ウイルスの中和剤を打ち込まれて、ウイルスとの適合により手に入れたテレキネシスなどの能力を全て失う。
前作『V』終盤のワシントンD.C.のホワイトハウスにて、ウェスカーに薬品を投与されたことで、テレキネシスを取り戻したように描かれていたが、本作の小説版によると、ウェスカーがアリスに使った薬品の効力は一度きりの不完全品であり、小説版でのみ描かれるワシントンD.C.でのアンデッド軍団との戦いを脱するためにその力を使用し、再びテレキネシスは失われたことが本作の小説版に記されている。そのため本作ではテレキネシスは用いず、高い身体能力と銃火器やナイフを駆使したスタイルで戦う。主に使用する武器は、原作ゲーム『5』などに登場するゲームオリジナル武器で銃身が三つ存在するソードオフ・ショットガンの「ハイドラ（Hydra）」。熟練の戦士で、並の兵士やクリーチャーであれば複数以上相手にしても物ともしないが、超人的な能力を有したオリジナルのアイザックスや武道の達人のチュウ司令官を相手に力が及ばずに、地の利を活かすなどした頭脳戦を用いる事でようやく辛勝に持ち込む事も少なくない。
本作での彼女の性格はこれまでの多くの戦いを通して、人生を達観しており、『I』の屋敷で目を覚ましてから、本作まで、ずっとアンブレラ社とアンデッドと戦い続けていることを皮肉って、「走ることと殺すことが私の人生」であると語ったり、アンブレラの兵隊に捕縛された際に、殴られても笑いながら「それで精一杯？（Is that all you got?）」と煽ったり、アイザックス博士との最後の戦いで、追い詰められているような状況でも皮肉めいた笑いをするなど、感情的になる面が多かった初期三部作と比べると皮肉屋でシニカルな性格になっている。アンブレラの人間を殺すことに一切の躊躇は無いが、アンブレラが罪のない人間を殺し続けていることに嫌悪を抱き、生存者を身を挺して助けようとするなどの良心はずっと持ち合わせている。過去作同様情に厚い部分は変わらず、過去の仲間たちで唯一生き延びているクレアとは固い友情を築く。
本作では、ワシントンD.C.での戦いを一人生き延び、あてもなく彷徨っていたところをレッドクイーンと再会し、人類がまだ4472人生き残っていることと、48時間以内に残っている人類もアンブレラによる攻撃で全て滅びることをレッドクイーンから聞かされる。始めはレッドクイーンによる勝利宣言かと思って話を聞いていたが、レッドクイーンからアンブレラの最重要機密であるT-ウイルスに感染した地球上の生物すべてを殺すことが出来る「風媒の抗ウイルスワクチン」がラクーンシティのハイブに存在することを聞かされ、これを使ってアンブレラが引き起こした惨劇に終止符を打ってほしいと矢継ぎ早に依頼される。
レッドクイーンとは、今回のワシントンD.C.での戦いだけでなく、ハイブや生物兵器のシミュレーション施設アンブレラ・プライムの中で敵対し、多くの仲間を殺された経験があるため「信用できない」と一蹴するが、レッドクイーンは、アリスが今、最も望んでいる情報である「ウェスカーの所在」を明かし、彼もまたラクーンシティのハイブの中にいることを伝える。
半信半疑ではあるものの、レッドクイーンの情報が嘘だったところで、もはや失うものは何もなく、裏切って多くの仲間を殺したウェスカーへの復讐を果たすため、そして十年前のハイブでのウイルス漏洩を止められなかった責任から、アリスは世界規模のバイオハザードの始まりの地であるラクーンシティのハイブへ向かう。
紆余曲折の末ハイブに到着後は、因縁の相手であるアルバート・ウェスカー、アンブレラ社の創始者であるアレクサンダー・ローランド・アイザックス、T-ウイルス開発者の娘で、アイザックスと共にアンブレラ社の共同所有者であるアリシア・マーカスの三人と邂逅し、そこで自身の出生に関する真実をアイザックス博士により告げられる。
アリスの正体は、T-ウイルスを開発したジェームズ・マーカス教授の一人娘であるアリシア・マーカスが、早老症の「プロジェリア」を発症せず、健康体のまま成人女性に成長した姿を想定して作られたクローン人間であり、アンブレラの最高経営責任者であるアイザックス博士のクローン体が、様々な役職を与えられてアンブレラの仕事に従事しているのと同様に、同じくアンブレラの最高経営責任者であるアリシアのクローン体として、『I』でアリスが目覚めたハイブの入り口である洋館（鏡の館）を警備させる目的で製作された。
映画の『I』では記憶喪失のアリスが物語の中で、ともに屋敷で恋人として暮らしていたスペンサー・パークス（スペンス）と生活していたことや、環境保護活動家のマット・アディソンの妹で、ハイブに勤務しているリサと協力してアンブレラ社を告発する計画を立てていたことなどの記憶を取り戻していたが、ハイブでスペンスと暮らす以前の記憶に関しては特に語られておらず、両親の顔も覚えていなかった。
その他の記憶に関しても、最も用いている名前である「アリス・アバーナシ―（Alice Abernathy）」、夫のスペンスの姓である「パークス（Parks）」、かつて『II』の公式サイトや一部資料集などでアリスの本名として語られていた「ジェイナス・プロスペロー (Janus Prospero) 」などの名前を名乗っていた以前の生活の記憶があることを小説版で思い出しているが、依然として洋館での生活以前の記憶は不慥かなままであった。長らくアリスは、記憶が戻らないのは洋館に散布された神経ガスによる記憶障害がいまだに残っているためであると考えていたが、実際には洋館で生活する以前はこの世に存在しておらず、そもそもそんな記憶など無かったことが判明する。アイザックスにこの真実を告げられた後も、アリスは必死に洋館以前の記憶を思い出そうとしたが、結局思い出すことはできなかった。
アイザックス曰く、「アンブレラ・プライム」などで量産されていた他のアリシアのクローン体と違って、運良く長く生き延びただけに過ぎず、長く生き延びたために自身を本物だと思い込んだアリスのことをアイザックスは「糸の切れた操り人形」と評し、ハイブ（鏡の館）で生まれてから、約十年も世界を彷徨って、再びハイブに戻ってきたアリスのことを「放蕩娘（prodigal daughter）」が帰還したと嘲り笑っている。
自身の出生の秘密を知って絶望するが、アンブレラと戦いたくても、弱くて戦えなかったアリシアと異なり、ずっとアンブレラと戦い続けてきたアリスのことをアリシアは「オリジナルである自分よりもずっと優れている」と称賛し、「あなたは強くあって欲しい」と希望を託される。
自身のオリジナルであるアリシアから希望を託されたアリスは、自身に課せられた最後の役目として、アイザックスの所持する「風媒の抗ウイルスワクチン」を世界に解き放ち、自分自身を含めたT-ウイルスに感染した生物全てを死滅させることを決意し、クレアとアイザックス博士との最後の戦いに挑む。しかし、圧倒的な力の差でクレアは全く対抗できず、一瞬で倒されて気を失う。アリスも必死に戦うも、パワーでもスピードでも圧倒されるうえに攻撃を予想されてしまう「格闘予測ソフトウェア」には為す術がなく、追い込まれてとどめの一撃を食らって倒れた。そして追い討ちでレーザーで左中指、薬指、小指を失ってしまうが、指を犠牲にして得た隙をついて、懐に手榴弾を仕込めて倒した。その後、大量のアンデッドが自身に迫る中、抗ウイルス剤を解き放ち、T-ウイルスを浄化した。同時にアンデッドの大群と共に倒れ込み息を引き取ったかに見えたが、実際には抗ウイルス剤はT-ウイルスのみを破壊し、アリス自身の健康な細胞は一つも壊さなかったため生還した。
アンブレラの計画のための「道具」として生まれ、自分自身が抗ウイルス剤により死んでしまうことを恐れず、献身的にアンブレラと戦ったアリスを、レッドクイーンは「人間よりも人間らしくなった」と称賛した。そして戦いの果てにアリシアが遺した記憶データとリンクし、アリシア・マーカスの幼少期の思い出を目の当たりにした。これによりアリシアの思い出と自身の十年間の戦いの記憶が合わさり、アンブレラの「道具」でも、アリシア・マーカスでもない、自分自身の記憶を手に入れる。
物語の最後、風媒の抗ウイルスワクチンがまだ広まっていないマンハッタン島にて、ポポカリムがアリスの後方に迫る中、アリスがこれまで幾度となくつぶやいてきた「私はアリス（My name is Alice）」という言葉をつぶやく。これまでは自身の不確かな記憶を確かめるためにこの言葉をつぶやいてきたが、自分自身の記憶を手に入れた現在は、この言葉に説得力を感じられ、アリスは笑みをこぼした。そして彼女の十年に及ぶ物語は幕を閉じる。
小説版ではその後、バイクでワシントンD.Cにも立ち寄り、アリスのクローンの娘であるベッキーに無事再会している。
クローンアリス
『III』で初登場した、アンブレラがクローン技術を用いて生み出したアリスのクローン達。本作では捕まって装甲車の中へと入れられたアリスと対面したクローンのアイザックス博士が「君の妹達には苦労させられたよ」と言ってから引き出し式のガラスケースに入れられた、複数名のクローン達の生首を見せつけるというショッキングな形で登場する。
クレア・レッドフィールド（Claire Redfield）
演：アリ・ラーター
『III』にてアリスと出会い、数度に渡り死地を乗り越えてきた美しき女戦士。過去に登場したアリスの仲間では唯一の生存者であり、戦いを通してアリスと固い友情を築く。
『IV』ではアリスや兄のクリスと共に、アルバート・ウェスカーと死闘を繰り広げ撃退し、安堵したのもつかの間、アンブレラ社に洗脳された状態のジル・バレンタイン率いる部隊に捕まりアリスや兄と共に連行されたが、自身を乗せていたヘリのパイロットを殺害して海に逃れ、その後はラクーンシティのドク率いるレジスタンスらの仲間に加わり、抵抗を続けていた所にアリスと再会を果たす。
美貌の女性ながらにアリスに匹敵する格闘術を持ち、銃火器の扱いにも長ける。強敵にも怯まない精神の強さと、ピンチに陥っても臨機応変に戦える冷静さを兼ね備えた戦士としてその実力は歴代のアリスの仲間たちでもジルと並びトップクラスで、アリスから絶大な信頼を得ている。
アリスがバイオハザードを完全に鎮静化させるため、それを可能とするT-ウイルスのワクチンを取りに行く事を知り、アリス自身もT-ウイルスをその身に宿している事を危惧して一度は反対するが、アリスの強い決意を見て自身も協力する事を決意し、共にアイザックスに立ち向かう。しかし、アイザックスの前には全く通用せず、猛攻にあっという間に倒されて気を失い、アリスを援護できなかった。
兄のクリス・レッドフィールド、妹分のKマートはアンブレラの急襲から脱出の騒乱ではぐれてしまい、安否は不明。
また、映画中盤でクレアがガラス張りの檻の中に閉じ込められた際に、ライターと銃弾の中の火薬を用いてガラスを破壊して脱出するシーンが存在するが、ここで使用したライターに特殊部隊S.T.A.R.S.のエムブレムが刻まれていることが確認できる。なぜS.T.A.R.S.のエムブレムが刻まれた物を所有しているのか詳細は不明であるが、原作ゲームの設定に則って考えるのであれば、S.T.A.R.S.に所属していた経歴を持つ兄クリスから贈られたものであると考えることができる。クリスの登場した映画『IV』では、クリスのバックボーンについて多くは語られなかったが、映画の世界でも文明社会が崩壊する前にS.T.A.R.S.に所属していた過去があったのかもしれない。
なお、本作における彼女の服装は原作ゲーム『バイオハザード リベレーションズ2』に基づいたものになっている。

### 生存者たち
ドク（Doc）
演：オーエン・マッケン
ラクーンシティ廃墟の「ピーク」と呼ばれる高層ビルのなかで、生存者の一団を統括するリーダー。また、ドクという名前は英語圏においては医者や軍医や衛生兵に対する呼称であることから元々はこのような職業に就いていたようで、劇中では診療所のような部屋の中で負傷したアリスに液体の飲み薬を飲むように勧め、不信感から飲むのを躊躇う彼女の前で毒見よろしく直に飲むという一幕もあった。
アイザックス博士の襲撃によるラクーンシティでの籠城戦では、アンデッドを殺傷できる程度に威力を強化した高圧ガス式のネイルガン（背中に背負ったガスボンベと空気パイプで繋がったくぎ打ち機）を使いアンデッドの軍団と戦う。クレアとは恋人関係にあり、終始クレアを守るように戦っていた。
アイザックス博士の襲撃を退けた後は、アリスとクレア達と共にクレーターの底にあるハイブへと向かう。道中、ケルベロスの襲撃、ハイブに仕掛けられた様々なトラップやクリーチャーの襲撃を生き延び、一行の数少ない生存者の一人となる。
しかし、その正体は「浄化作戦」の最終段階を円滑に進めるべく、世界各地の生存者の集団に送り込まれたアンブレラ社の諜報員（スパイ）の一人であり、クレアに近づいて得た生存者側の情報をアンブレラ側に流していた。
オリジナルのアイザックス博士との邂逅時にアリス達を裏切り、アイザックス博士とウェスカーと共にアリス達を追い詰める。しかし、事前にレッドクイーンから一行の中にアンブレラ側のスパイがいることを聞いていた（実際はそれよりも前にラクーンシティに入ってからアンデッド対策の罠にかかって負傷する直前、罠に気付かないように高層ビルから目くらましの光を浴びせられていたことで「ここの生存者の中には、信頼できない何者かが潜んでいる」と感付き、クレアにのみこっそりと伝えていた）アリスは、絶大な信頼を置くクレア以外で、唯一生き残っているドクが裏切者であることに気が付き、信頼しているように装って弾を抜いておいた銃をドクに渡していた。
これによってアリシアがウェスカーを処理した際に、アリス達に向けた銃が撃てないことに気が付き、アリスから肘うちを食らって倒れる。
動けなくなったドクは、アンブレラに命令されて仕方がなかったと必死に命乞いをするが、最期は恋人だったクレアにより銃で後頭部を撃たれ死亡する。
アビゲイル（Abigail）
演：ルビー・ローズ
ラクーンシティ廃墟の生存者の一人。盗難車の解体をしていた父の影響で機械に強く、様々な物を改造できる。
ラクーンシティでの籠城戦では、窓ふき用のゴンドラを改造してクレーン代わりに使っていたのをアリスの注文を受けての再改造によって即席のカタパルト(投石機)を作り出し、ビル内に大量に確保してあったガソリンとの組み合わせでアンブレラの装甲車を破壊するなどの活躍を見せた。その後はアリス達と行動を共にしてクレーターの底にあるハイブへと潜入したが、ウェスカーが起動したタービンの刃に巻き込まれ、命を落とした。
クリスチャン（Christian）
演：ウィリアム・レビー
ラクーンシティ廃墟の生存者の一人。コバルトと恋人関係である。かなり疑い深い性格で、アリスのことをなかなか信用しない。一方で戦闘能力は高く、拳銃とハンドガード付きの剣を組み合わせた独特の戦闘術の使い手である。
戦いを通じてアリスを信用し共にハイブを目指すが、道中にケルベロスによって噛み殺される。後にアンデッドとなりハイブの入り口にてアリスに襲いかかるが、入口ゲートに押しつぶされて、完全に息絶えた。
なお、彼が愛用している2丁の銃を合体させたような奇妙な銃はArsenal Firearms AF2011-A1というイタリアの銃である。クリスチャンの死後はアリスの手に渡り、ブラッドショットとの戦いで弾切れを起こすまで使用された。
コバルト（Cobalt）
演：ローラ
ラクーンシティ廃墟の生存者の一人。
ドクを中心とした生存者グループの中核の一人であり、モデルばりの美女ながら男勝りな性格。グループのメンバーであるクリスチャンと恋人関係にある。ビル内での籠城戦の最中に、大挙したアンデッドの一体に首筋を噛まれ、反撃で撃ち倒すも力尽きる。
彼女が使用している銃は詳細こそ不明ながら、発砲時にドクの高圧ガス式のネイルガンのそれと同じ音を発していることから、アンデッドを殺傷可能な高圧ガス銃の類と思われる。
レイザー（Razor）
演：フレイザー・ジェームズ
ラクーンシティ廃墟の生存者の一人。黒人男性。小説版ではマイケルという名前になっている。ラクーンシティでの籠城戦では、アンデッド軍団にビルの瓦礫を落として攻撃して活躍したが、その後に訪れたハイブにて、ブラッドショットに頭を噛み千切られ死亡した。
やつれた女性（Emaciated Woman）
演：シボーン・ホジソン
アイザックス博士の搭乗する装甲車に捕らえられていた生存者の女性。映画劇中で名前は語られないが、小説版ではエリン・フラーという名前であることが判明している。
アリスが装甲車から脱出した後に、アンデッドを先導するための餌として装甲車の後ろを走らされる。ラクーンシティ到着時に解放され、アリス達が立てこもるビルの入り口ゲートに向かうが、ゲートに到着する直前でチュウ司令官に射殺されてしまい、結果としてビルの内部にアンデッドの侵入を許してしまうことになる。
傷の男（Scars）
演：オーブリー・シェルトン
アイザックス博士の搭乗する装甲車に捕らえられていた生存者の一人。映画劇中で名前は語られないが、小説版ではランディ・トッドという名前であることが判明している。アイザックス博士から拷問を受けており、体中に傷跡が残っている。
ラクーンシティでの籠城戦を経て、アリス達の仲間に加わったが、直後に登場したケルベロスに噛み殺された。
痩せた男（Thin Man）
演：ミルトン・ショア
アイザックス博士の搭乗する装甲車に捕らえられていた生存者の一人。映画劇中で名前は語られないが、小説版ではジェフ・モランという名前であることが判明している。アイザックス博士から拷問を受けており、舌を切り取られて言葉を話すことが出来なくなっている。
ラクーンシティでの籠城戦を経て、アリス達の仲間に加わったが、ハイブ潜入後に通った通気口のダストシュートに落ちてしまい、登ろうと足掻いたが、格子蓋が閉じて指が切断されそのまま転落死した。

### アンブレラ社
アレクサンダー・ローランド・アイザックス博士（Dr. Alexander Roland Isaacs）
演：イアン・グレン
アンブレラ社の創始者の一人であり、ハイブにおけるT-ウイルス漏洩事件を発端とする文明社会の崩壊を引き起こしたシリーズ全体の真の黒幕。
『II』のラストや『III』にも、「アリス計画」を担うアンブレラ社の幹部の一人としてサミュエル・アイザックス博士という人物が登場していたが、それはあくまで彼のクローンに過ぎなかった事が判明する。
かつてのサミュエル・アイザックス博士以上に残忍かつ狡猾な性格で、アンブレラ社の共同所有者でありT-ウイルスの開発者でもあったジェームズ・マーカス教授を、権力と利益を独占するために部下のウェスカーに命じて殺害させている。
ジェームズ・マーカス教授の死は事故死として処理され、残されたジェームズの一人娘であるアリシア・マーカスの後見人となった。小説版では、アリシアも一緒に始末しなかった理由として、二人を殺してしまうと事故死として処理することが難しいことと、T-ウイルスによって難病を克服したアリシアを、T-ウイルスを用いた医薬品の広告塔として利用できると踏んだためであると語られている。またジェームズが所有していた会社の約半分の株式がアリシアに継承されたが、幼いアリシアに会社の経営は不可能であるため、アンブレラ社の経営は、実質的にアレクサンダー・ローランド・アイザックス博士の独裁となった。
聖書の「ノアの箱舟」を参考にした、T-ウイルスを用いてアンブレラ上級幹部以外の人類を計画的に抹殺し、人類が居なくなった世界で理想の楽園を作る計画、通称「浄化作戦（The Cleansing operation）」を発案し、自身は計画完了まで低温生命維持装置の中で休眠状態にあった。だが計画完遂目前で重大な障害が発生したため、ハイブにて部下のウェスカーの手によって覚醒し、アリス達の前に立ちはだかる。
ウェスカーやクローンアイザックスとは異なり、アリスと同様に肉体的な変容はせずに人間の姿のままで超人的な身体能力を持つ。ウェスカー同様、銃弾の弾道を見切って避けたり、アリスの攻撃パターンや使用する武器に対して予測し対応行動できる。これは体内にインストールしている「格闘予測ソフトウェア（PREDICTIVE COMBAT SOFTWARE）」によるもので、武器を奪われたアリスが部屋に置かれている万年筆、デカンタ、アイスピックなどで攻撃しようとした際は、即座にそれを見抜き、それの対抗策を即座に計算して打ち出している。
アイザックスはサイバネティクス技術による人間の更なる進化を研究しており、小説版によるとアイザックスの超人的な身体能力の理由は、アリスが成功させたT-ウイルスの適合による進化ではなく、「バイオプラント」なる身体機能管理システムを自身の体内に取り込んでいることによる。その恩恵により、超人的な戦闘能力や、肉体の損傷に対する修復能力、敵の様々な攻撃パターンを即座に予測し対応できる「格闘予測ソフトウェア」を保持している。自身が開発したこのバイオプラントに絶対的な自信を持っており、T-ウイルスにより超人的な力を手に入れるもアリスのように完全には制御できず肉体がクリーチャー化しつつあるウェスカーや、タイラントと化した『III』のクローンのアイザックスを見下している。
その圧倒的な力でアリスとクレアを相手にしてもまるで子供のように二人同時に圧倒し窮地に追い詰めるが、レーザーを利用して攻撃した僅かな隙に格闘予測ソフトウェアの弱点である死角を突かれ、アリスに懐に手榴弾を仕込まれてしまい、重傷を負って倒れる。
だがそれでも絶命しておらず、地上でワクチンを解き放とうとしたアリスの前に再び立ちはだかるが、そこに現れた自身のクローン体に偽者であることを告げた事で、逆上したその自身のクローン体によって刺殺された。
浄化作戦によって「知性・技術・血筋」に優れた「選ばれた人間のみの楽園」を作り上げるために、T-ウイルスを用いて七十億人以上の人類を抹殺し、アリシアをはじめとした多くの者たちの人生を狂わせた彼に最期に待ち受けていたのは、同じ思想を共有する「無価値なコピー（Poor Imitation）」による自身の粛清だった。
アンブレラ社の創設メンバーで、創設メンバーの中でもリーダー格とも呼べる人物だが、原作ゲームには登場していない映画オリジナルキャラクター。原作では彼に相当する人物としてオズウェル・E・スペンサー卿という人物が存在し、「ウェスカーを部下にしている」「ウェスカーにジェームズ・マーカスを殺害させる」「強い選民思想を持ち、選ばれた人類のみが暮らせる楽園を創造する計画を立てている」などの点が原作のスペンサーと一致している。
また、部下のウェスカーとは異なり、「ウイルス投与による肉体強化を行っていない」点も原作のスペンサーと一致しているが、原作のスペンサーは、臆病風に吹かれて、ウイルスに適合できなかった場合を恐れて自身にウイルスを投与しなかった。これに対し映画のアイザックスは、部下であるウェスカーがウイルスに完全適合できず、アンデッド化寸前であることや、アイザックスと同じ遺伝子を持つクローン体である「サミュエル・アイザックス」がウイルスによってアリスを凌駕する力を手に入れながらもアリスに敗北していることから、ウイルスによる肉体強化を端から信じておらず、自身の得意分野であるサイバネティクス技術により身体機能管理システム「バイオプラント」を創造し、肉体の強化を行っている。
アルバート・ウェスカー（Albert Wesker）
演：ショーン・ロバーツ
『III』より登場したアンブレラ社の上級幹部の一人。役職は議長。T-ウイルスによって肉体を強化し、驚異的な身体能力を得ているが、完全適合者のアリスとは異なり適合は不安定で、新鮮な人間のDNAを取り続けなければいずれアンデッド化してしまうという。
本作ではアンブレラ社の創始者であるオリジナルのアイザックスの腹心で、浄化作戦を実動し完遂するために、事態をコントロールする役割を担っていたことが判明した。
『V』のラストでは、アリスに特殊な薬品を打ち込んで、失われていた超能力を取り戻させ、共闘を持ちかけていたが、実際は罠に掛けるためのフェイクであった事が判明し、アンブレラ側の一員であり続けていた。
『Ⅳ』や『V』であった圧倒的な強さや存在感が本作では薄くなっており、唯一の功績はクレアを捕らえたことだけで、後はアイザックスに指示を仰ごうとしたり、レッドクイーンからの攻撃に対処できずに重傷を負わされるなど、的確な指示、判断が至らない部分が目立っている。
最期は、最高経営責任者であるアリシア・マーカスからアンブレラ社を「解雇」されたため、レッドクイーンがウェスカーを攻撃対象として扱えるようになり、シェルターの頑丈な防爆扉を脚に落とされ重傷を負い、身動きが取れなくなった。その際、アリスからアンブレラ上級幹部が眠る部屋に仕掛けた爆弾の起爆装置を握らされ、「これを握り続けていればアンブレラの夢は守れる」と皮肉を言われ、「ワシントンで殺すべきだった」と後悔している。最後は瀕死になりながらも、アリシアに助けを求めるが彼女には「貴方に助けはいらない」、「諦めなさい」と切り捨てられ、そのまま力尽きて起爆装置を手放しアリシアや大勢の上級幹部らもろとも爆発に呑み込まれた。
映画劇中では、原作ゲームと同様にS.T.A.R.S.エムブレムが刻まれた「サムライエッジ」を愛銃として扱っている。ウェスカーが重傷を負って動けなくなった後は、クレアがウェスカーから奪い取り、ドクに引導を渡す場面とその後のアイザックス博士との戦いで使用している。さらにその後、オリジナルのアイザックス博士が、倒れたクレアから奪い取り、映画のクライマックスで地上で抗ウイルス剤を解き放とうとしたアリスに向かって突き付けている。なお、S.T.A.R.S.エムブレムが刻まれていたことから、映画のウェスカーも文明社会が崩壊する前に、原作と同様に特殊部隊S.T.A.R.S.に所属していた時期があったのかもしれない。
本作では、仕えている人物こそ異なるものの、原作ゲームと同様にアンブレラ創設者の部下であったことが判明している。ただし、原作では物語の中でアンブレラ創設者を見限ってアンブレラ社を離脱していたが、映画版では最後まで創設者の忠実な部下として行動していた。
クローンアイザックス（Clone Isaacs）
演：イアン・グレン
映画序盤の装甲車の中でアリスと出会ったアイザックス博士。ハイブの中で眠っているアンブレラの創始者でオリジナルのアレクサンダー・R・アイザックス博士のクローンで、かつてアリスが倒したサミュエル・アイザックス博士と同様に、オリジナルのアイザックスが用意した新たなクローン体。ただし本人は、自分こそがオリジナルであると信じている。
オリジナルと同じく残忍な性格ではあるが、どんな状況でも冷静沈着なオリジナルに対して、こちらは感情の起伏が非常に激しい人物である。
会社内における彼の地位は不明だが、レッドクイーンやウェスカーに指令を出し、浄化作戦の最前線に「本来は駆り出されるはずではなかった」と発言していることから、かつて『II』や『III』に登場した一介の研究員に過ぎないサミュエル・アイザックス博士とは異なり、オリジナルに近い、非常に高い役職に就いているようである。
オリジナルと同様に信心深い人物でもあり、「風媒の抗ウイルスワクチン」の情報提供者を話そうとしないアリスのことを「不信心者」と罵っている他、彼のセリフには聖書から引用した聖句などの言い回しが多く、彼が搭乗する装甲車の中には、大量の十字架が吊るされており、アリスへの復讐用に用意したナイフには、新約聖書（ローマ人への手紙・第12章第19節）から引用された「主いわく復讐するは我にあり（VENGEANCE IS MINE SAITH THE LOAD）」の文言が書かれている。
本作では、アンブレラの「浄化作戦」の陣頭指揮を取っており、数少ない人類が居留する地域であるラクーンシティを襲撃しようとしている。道中でアリスと遭遇し、アリスに引けを取らない戦闘能力で彼女を追い詰めるが、一歩及ばず、左手を切り落とされる等の重傷を負う。
左手を切り落とされ、激昂したアイザックスは、万全の装備を整えてアリスと生存者達が隠れるラクーンシティの廃ビルに向かう。最初は大した装備を持っていないと侮っていたが、アビゲイルが作り上げた投石器による攻撃で味方の装甲車が破壊された後は、考えを改めて、投石器の攻撃範囲外ギリギリの位置から装甲車に吊るしていた捕虜の女性を解放して、彼女とアンデッド軍団を廃ビルの入り口ゲートに誘導した。アリス達が女性を救出しようとした瞬間を狙って、女性を部下であるチュウ司令官に命じて射殺させ、廃ビル内にアンデッド軍団を侵攻させることに成功した。
生存者の命を軽視するアイザックスに怒りの感情を向けるアリスを見て、アイザックスは笑みを浮かべたが、アリスもビルの屋上から火の付いたガソリンを大量にばら撒いて応戦し、炎の滝を作り出してアンデッド軍団の大半を始末する。炎の滝に巻き込まれまいと後退する装甲車の隙に乗じて、ジップラインを使って急接近してきたアリスに対処できずに装甲車を破壊されて、またしても敗北してしまう。
一度ならず二度までも失敗したアイザックスは憎しみに感情が支配されて完全に狂人と化す。以後はアンブレラの最終目的である「浄化作戦」よりも、アリスへの復讐を優先するようになり、執拗にアリスを狙うようになる。
一度ラクーンシティから撤退したアイザックスは、シティの入り口で、ラクーンシティ廃ビル「ピーク」攻撃の後発隊として送り込まれた装甲車と合流して乗り込むが、アリスを追いかけるためにクレーターの底のハイブに向かいたいアイザックスと、「ピーク」に向かうように会社から命令されている装甲車の指揮官と意見が対立し、狂人と化したアイザックスは指揮官をナイフでメッタ刺しにして殺害してしまう。
さらにアイザックスは、装甲車内のアンブレラの兵士を全員殺害して装甲車を奪い、強引にクレーターの底のハイブを目指すが、平地の移動に特化した装甲車が、急斜面のクレーターを降れるはずもなく、装甲車は途中で走行不能に陥ってしまう。
それでもアリスへの復讐を諦めきれないアイザックスは、自らの肉体を餌として、徒歩で「アンデッド軍団」を先導してハイブへと向かった。
映画のクライマックスでは、念願のアリスを見つけて大喜びで、「奴らを連れてきたぞ」と勝利宣言をするが、同時にオリジナルの自分自身と鉢合わせになってしまい、自身がクローン体である真実を告げられてるがそれを受け入れられず、激昂しながらオリジナルをナイフでメッタ刺しにして殺害する。直後に、彼自身が先導してきたアンデッド軍団に食い殺された。
チュウ司令官（Commander Chu）
演：イ・ジュンギ
アイザックスの部下で、アンブレラの兵隊を束ねる司令官。小説版では名前が「リー」になっている。
ラクーンシティでの籠城戦にて、アリスによって乗っていた装甲車から追い出された後は、アリスが武器として使用していたショットガンの「ハイドラ」を蹴飛ばし、肉弾戦に持ち込む。
相当な格闘術の使い手であり、肉弾戦ではアリスを圧倒するが、最初に自分で蹴飛ばした「ハイドラ」が、蹴飛ばされて落ちていた場所にアリスによって徐々に誘導されて戦っていたことに気が付かなかった事から、アリスからはその腕っ節は認められつつも、「賢くはない」と一蹴されながら「ハイドラ」による不意打ちを食らって敗北する。防弾チョッキを着ていたため死にはしなかったが、アリス達に装甲車に紐で繋がれアンデッドを引き付けるための囮にされた。
最後はその過程で自らもアンデッド化してしまい、他のアンデッドと共にアイザックス博士を粛清したクローンに襲い掛かるが、
アリスが放った「風媒の抗ウイルスワクチン」によって完全に死亡する。
アリシア・マーカス（Alicia Marcus）
演：ミラ・ジョヴォヴィッチ / エヴァー・アンダーソン（少女期）
アレクサンダー・R・アイザックス博士と共にアンブレラ社を立ち上げたジェームズ・マーカス教授の娘。父ジェームズが死んだ現在は、ジェームズの所持していたアンブレラ全体の約50％の株式を引き継ぎ、アイザックス博士と共にアンブレラ社の共同所有者である。
テロメアやホルモンの異常などが原因とされる主要な早老症の一つである「プロジェリア」という難病を患っており、父ジェームズが開発したT-ウイルスにより一時は回復したが、完全には治癒せず、再び症状が発現し、老婆のような外見になってしまっている。
アンブレラの重役として過ごしてきたが、プロジェリアの影響による体力の衰えから、同じ肩書を持つアイザックス博士にいいように扱われ、「浄化作戦」の発表の際にアイザックス博士を止められなかったことを後悔している。
後悔の念から、「浄化作戦」の発表の様子を録画し、レッドクイーンの内部にアップロードしたことで、レッドクイーンのアイデンティティである「人命を尊重する」プログラムに矛盾を生じさせてレッドクイーンを味方につける。人類の抹殺を続けるアンブレラを止めるべく、自身のクローンであるアリスにアンブレラ社が成そうとしている計画をレッドクイーン経由で伝え、希望を託した。
共同所有者であるアイザックス博士とは会社内での支配階級が同一であるため、博士から殺されることは無かった。再発したプロジェリアによってすぐに死ぬだろうと踏んでいたアイザックス博士は、なかなか死んでくれないアリシアのことを疎ましく思っていたが、逆もまた然りでアリシアもレッドクイーンを用いてアイザックス博士を排除することはできないでいた。しかし部下であるウェスカーになら手を下せることは分かっていたため、終盤でウェスカーの隙をついて彼を解雇してレッドクイーンの攻撃対象とし、レッドクイーンの攻撃によって重傷を負ってしまい追い詰められていたアリス達に突破口を与えた。
最後は父ジェームズと過ごした自身の幼少期の記憶をアリスに託した後、ウェスカーと共に施設の爆発に巻き込まれて死亡した。
アンブレラ社の重役で、アイザックスと同様に原作ゲームには登場しない映画版オリジナルキャラクターではあるが、老体で老いに打ち勝とうとしている姿や、生命維持装置付きの車いすに乗って移動する彼女の風貌は、性別こそ異なるものの、原作ゲームのアンブレラグループ総帥であるオズウェル・E・スペンサー卿の末期の姿を彷彿とさせる。
ジェームズ・マーカス教授（Professor James Marcus）
演：マーク・シンプソン
アレクサンダー・ローランド・アイザックス博士と共にアンブレラ社を立ち上げた科学者。アンブレラが管理する数多くの研究センターを統括する教授でもある。
妻に先立たれ、幼い一人娘のアリシア・マーカスを溺愛していたが、娘が難病である「プロジェリア」を発症してしまい、以降、アイザックス博士の資金援助の元で、「プロジェリア」の治療方法を模索し研究し続けていた。一時は研究が袋小路に入ってしまい、絶望の中でアリシアを保存しようと考えて、アリシアの記憶や、声紋などの生体情報を記録した。この情報は後にアイザックス博士が「レッドクイーン」を製作する際に使用されることになる。しかし、直後に研究が飛躍的な進歩を遂げて、「プロジェリア」を治癒することが出来る「T-ウイルス」の発見に至った。
アリシアを救うためにT-ウイルスを開発したが、会社の利益と権利の独占を狙ったアイザックス博士に裏切られ、彼の命を受けたウェスカーに殺害された。
本作の小説版によると、彼の死後、T-ウイルスの研究を引き継ぎ仕上げたのは、愛娘の難病というジェームズと同じ境遇に悩んでいた映画二作目『II』に登場したチャールズ・アシュフォード博士であるとされている。
本作に登場するクレアやウェスカーと同じく原作ゲームからの登場人物であり、「アンブレラ社の創設メンバーの一人」「T-ウイルスを開発」「共同創設者と意見が対立し、命を受けたウェスカーによって殺害される」などの部分が原作と共通している。ただし原作は「規律・服従・忠誠」を重んじる冷酷な性格で、「かわいい子供たち」と呼称して溺愛しているB.O.W.（生物兵器）はいるものの、人間の娘はいなかった。しかし映画では、人間の娘であるアリシアのことを第一に考える優しい人物として描かれている。
なお映画冒頭のシーンで、ジェームズが初登場した際に、英語のプロフィール文章が表示されるが、そこには「DIRECTOR OF THE UMBRELLA TRAINING FACILITY.(アンブレラ養成所所長）」、「HEAD OF THE UMBRELLA RESEARCH CENTER IN THE ARKLAY MOUNTAINS.（アンブレラ・アークレイ研究所主任）」と書かれており、彼が登場する原作ゲーム『0』を強く意識したプロフィールとなっている。
レッドクイーン（Red Queen）
演：エヴァー・アンダーソン
アンブレラの中枢部及び、ハイブの制御、管理を担う人工知能。アンブレラ創始者の一人であるジェームズ・マーカスの娘、アリシアの少女時代の容姿をインターフェースホログラムとしている。会社の莫大な財産を守るために、アイザックス博士により製作された。なお、映画の一作目『I』に登場したカプランが、劇中でレッドクイーンのプログラマーの娘がモデルになっているとアリス達に噂話程度に語っていたが、アイザックスはアリシアの後見人であるので、あながち間違っていなかったことになる。
アンブレラ社の衛星システムを使って世界中の様子を監視でき、必要に応じてネットワークに接続された様々な電子機器に姿を現すことが出来る。
『I』では、ハイブの中枢コンピューターを担う人工知能として登場、ハイブ内にて起きたバイオハザードを外に出さないため、感染した恐れのあるハイブの従業員を抹殺し、電子ロックをかけてアンデッドを封じ込めることに成功したが、アンブレラはレッドクイーンが故障して従業員を抹殺したと判断し、レッドクイーンをシャットダウンするべくハイブに自社の特殊部隊員を派遣した。特殊部隊員とアリス達がハイブに介入した結果、せっかく封じ込めたアンデッドやリッカーをはじめとする生物兵器がハイブに蔓延し、後の世界規模のバイオハザードが起こるきっかけとなってしまった。
『III』では、レッドクイーンの妹としてホワイトクイーン（白の女王）という人工知能が登場していたが、本作の小説版によると、実はアイザックス博士のクローンにそう名乗るよう命令されたレッドクイーン本人であることが判明する。
『V』では、再びアリスの敵として登場。ウェスカー曰く、「アンブレラの事実上のトップで、世界を滅亡させようとしている」と説明されたが、本作でそれがウェスカーの嘘であったことが判明する。
本作の小説版では、『I』でハイブの全職員をハロンガスやスプリンクラーを使って抹殺したことは、レッドクイーンの基本理念として「アンブレラ社に仕えると同時に、人命を尊重する」ようにプログラムされていることが理由であり、T-ウイルスが外に流出して人類全体が危機にさらされるリスクを考えたら、適切な判断であったとアリスに語っている。
そもそも『I』でレッドクイーンは故障などしておらず、アリシアによって暴露されたアンブレラがハイブでのT-ウイルスの流出前から計画していた「浄化作戦」の概要を把握したことで、ワン隊長率いる特殊部隊がハイブに介入したこと自体が、アンブレラによって仕組まれた出来事であり、アンブレラが人為的にウイルスを広めようとしていたことをアリシアからの暴露によって知る。そして「人命の尊重」という理念に対し、T-ウイルスを用いて人類を「抹殺」し続けるアンブレラ社とアイザックス博士に矛盾が生じたことをアリスに告白する。
「アンブレラ社に仕える」ようにプログラムされ、自身ではアンブレラの凶行を阻止できないため、認知されない範囲でアンブレラ社を裏切り、アリスに会社の最重要機密である「T-ウィルス感染者を死滅させる風媒の抗ウィルスワクチン」の存在を伝えて、人類の滅亡を阻止して欲しいとアリスに依頼した。
映画の中盤では、レッドクイーンの裏切りに気が付いたアイザックス博士の手によってシャットダウンされてしまったが、終盤でアイザックス博士が死亡したことによりオンライン状態に戻る。ハイブが爆破され、アイザックスやウェスカー、アリシア等のレッドクイーンに命令を下せる立場のアンブレラの役員たちが全員死亡したことで、自ら行動することができるようになり、世界中の生存者達が居留する各都市に向かっていた装甲車部隊に作戦停止命令を下して、タイムリミットギリギリのタイミングで浄化作戦を終結させた。
なお、彼女の『I』から続くお決まりの台詞である「You are all going to die down here（みんな、ここで死ぬのよ）」はスタッフロール後にも使用されており、この台詞を最後に15年続いた本シリーズは幕を閉じた。

## 登場クリーチャー
アンデッド/ゾンビ（Undead/Zombie）
T-ウイルスによって一度死んだ人間の肉体が活性化して蘇ったもの。最も本能的な欲求である「食欲」に突き動かされ、生存者たちを次々と襲う。撃退方法としては、脊髄か脳を破壊する、首の骨を折る、刃物で首を切りつける等が有効である。
「食欲」に突き動かされているが、栄養を必要としておらず、栄養が無くても数十年は活動を続けることが可能で、人類の大半が滅亡して十年以上の年月が経過した本作においても、変異を続けながら活動し続けている。
本作ではアンブレラ社が、社の最終目的である「浄化作戦」を完遂するために、捕虜として捕獲した「生存者」を餌として装甲車にぶら下げて、大量のアンデッドを先導し、数少ない人類が居住する地域を襲撃させている。アリス達はこれを「アンデッド軍団（Army of Undead）」と呼称している。人類滅亡間近であるためか、シリーズ最多のアンデッドが登場する。
映画のクライマックスでは、アリスへの復讐に燃えるクローンのアイザックス博士によって先導されてきた、那由他の如く存在する「アンデッド軍団」がアリスに襲い掛かったが、アリスの手に入れた「風媒の抗ウイルスワクチン」によって全て死滅した。
劇中では様々なアンデッドが登場するが、アンダーソン監督はかつて『IV』公開時のインタビューの中で、原作のバイオハザードシリーズが何年も人気を維持し続けている理由の一つとして、アンデッドがシリーズを重ねる度に進化して、プレイヤーを飽きさせない作りになっていることを指摘し、それを映画にも反映させて、映画のアンデッドが体内に宿すT-ウイルスが経年劣化によって変異して、ますます手ごわくなっていくという設定を作り上げた。これで誕生したのが『IV』『V』に登場した「マジニ・アンデッド（Majini Undead）」と呼ばれるアンデッドである。原作『5』のスタンダードな敵である「プラーガ・タイプ2、3」によって支配された人間のクリーチャー「マジニ」から名前を拝借しているほか、マジニの「花弁状の嘴のような器官」を露出させて襲い掛かる特徴などが踏襲されている。
ジュアヴォ・アンデッド（J'avo Undead）
変異を続けるT-ウイルスによって更に醜悪な姿へと変貌したアンデッド。『III』に登場した「スーパー・アンデッド」、『IV』『V』に登場した「マジニ・アンデッド」に続く、実写映画版シリーズで独自の進化を遂げたアンデッドの一つである。
名称の「ジュアヴォ（J'avo）」とはセルビア語で「悪魔」を意味する。過去作に登場した「マジニ・アンデッド」と同じく、原作ゲームシリーズにおけるアンデッドの進化になぞらえて、映画公開当時の最新のナンバリングタイトルの『バイオハザード6』に登場するスタンダードな敵の一つである、C-ウイルスによって生み出されたB.O.W.（生物兵器）「ジュアヴォ」から名称を拝借している。
劇中冒頭のワシントンD.C.で、水分補給を行っていたアリスを水中から奇襲した。この際、「花弁状の嘴のような捕食器官」を露出させてアリスを食らおうとするが、脚に刺さっていた金属片に阻害されて取り逃がす。後にこれを引きちぎり、レッドクイーンと会話をしていたアリスに再度奇襲を仕掛けるも首を切り落とされて倒される。
奇襲を仕掛けることを得意としたり、人間を捕食する際に「花弁状の嘴のような捕食器官」を露出させるなど、『IV』『V』に登場した「マジニ・アンデッド」の特徴を色濃く残しているが、外観は通常のアンデッドと大差がない「マジニ・アンデッド」とは異なり、体中を覆う水ぶくれが印象的な醜悪な外観をしている。
また、映画劇中の描写で、蓮の花托を彷彿とさせる小さな一本筋のようなものが「ジュアヴォ・アンデッド」の頭部全体に広がっていることが確認できるが、小説版の記述によると、これらは新たに頭部に形成された眼球の瞼であることが記されており、本クリーチャーの名前の由来となった原作『6』の「ジュアヴォ」と同様に、複眼であることが判明している。
本作の特殊メイク担当で、本作に登場するゾンビのメイクを担当した、デザイナーのクリントン・エイデン・スミスが特典ディスク内で語った情報によると、「ジュアヴォ」のデザインに関してアンダーソン監督から細かく指示を受けたと語っており、特に最新の原作ゲームに登場する様々なクリーチャーのデザインにインスパイアされていると語っている。
ポポカリム（Popokarimu）
コウモリに寄生生物プラーガを寄生させ改良を繰り返し、大きな破壊力と高い飛翔能力を両立させた大型の生物兵器。映画の序盤の荒廃したワシントンD.C.に一体登場するほか、映画終盤にも複数体登場する。名前の由来は、スワヒリ語で「コウモリ」を意味する「ポポ（Popo）」と「寛大」を意味する「カリム（Karimu）」を組み合わせたもの。
翼竜を彷彿とさせる姿で、咆哮を上げて上空から獲物を襲撃するほか、胴体から垂れ下がる下半身から伸びる鋭く尖った触手や、鉤爪を使って攻撃する。原作ゲーム『5』において、感知式爆弾（いわゆる対人地雷）が効果的であることのオマージュか、アリスはこのクリーチャーを地雷（クレイモア）を使って撃破している。
前作『V』終盤のワシントンD.C.のシーンにて、アンダーソン監督が空を飛行するクリーチャーのことを、原作ゲーム『5』に登場する「キペペオ」であると音声解説で語っていたが、今作のアンダーソン監督に対するインタビュー記事では、同じく原作ゲームの『5』に登場する「ポポカリム」であると語っており、前作のラストに登場した個体とは別個体のようである。また本作の小説版では「インフェクター」と呼称されている空を飛行するクリーチャーが登場するが、同一の存在なのかは不明。
なお、名称こそは「ポポカリム」であるが、映画劇中でのビジュアルは、原作『5』に登場する飛行型のクリーチャーである「ポポカリム」の他に、「キペペオ」のデザインも取り入れた折衷案（合体案）となっていり、原作のポポカリムと比べると、ややスリムな体格になっている。具体的には、「コウモリの面影を残す頭部」、「腹部から生える足」、「原作で弱点だった下腹部の大きな腫瘍」の形状、「アリスが運転するハマーを覆いつくすほどの巨体」などの特徴は、原作『5』の「ポポカリム」のデザインが踏襲されているが、「四枚の羽根からなる両翼」、「胴体から垂れ下がる下半身」と「鉤爪」の形状、「下半身から触手を発生させて攻撃する」などの特徴は、原作『5』の「キペペオ」のデザインが踏襲されている。
ケルベロス（Cerberus）
ハイブに実験動物として飼育されていたドーベルマンをベースとして、T-ウイルスによって生み出された生物兵器。アンデッド（ゾンビ）と同様に「食欲」に支配され、俊敏な動きで人を襲う。「ケルベロス（Cerberus）」とはギリシア神話に登場する地獄の番犬の名前に由来する。
本作では、同じくドーベルマンがベースの『I』、『II』、『III』に登場したケルベロス（ゾンビ犬）、『IV』のアジュレと比べて、体に肉がほとんど付いておらず、骸骨のような醜悪な容姿をしている。
体内に宿すT-ウイルスが変異を起こしており、威嚇、攻撃時には、同じく変異したT-ウイルスを宿す『IV』のアジュレと同様に頭部が分裂するが、頭部全体が分裂するアジュレに対し、こちらは下顎のみが分裂し、分裂した下顎と残った上顎で攻撃を行う。このことからアジュレとは異なる進化を遂げているようである。ハイブに接近したアリス達を撃退するべく、ウェスカーの指示のもとレッドクイーンによって解き放たれた。この時レッドクイーンは、素体が犬であるケルベロスを解き放つことを「ケルベロス 遊びの時間よ（Cerberus Are in play...）」と茶化している。
崖から飛び降りたアリス達を深追いせず、迂回して追跡したり、危険の多いハイブに近寄ろうとしないなど、T-ウイルスによって生み出されたクリーチャーの中でも特に知能は高い。しかし、勢い余って水に落ちたケルベロスが水中に沈んでいく描写があることから、犬かきは出来ないようである（肉が付いてないため水に浮かない）。
なお、映画中盤でハイブに潜入したクレアが、ガラス張りの檻に閉じ込められる場面が存在するが、「Sony Pictures Entertainment」公式チャンネルがYouTubeに投稿した本作の360°VR動画が楽しめる動画「RESIDENT EVIL: THE FINAL CHAPTER - The Killing Floor 360° Experience」の映像によれば、このガラスの檻はケルベロスを保管していた檻であることが判明している。
DVD＆Blu-ray特典映像のアンダーソン監督の解説によると、ケルベロスからハイブへ逃げるこの一連のシーンは、原作ゲーム『1』冒頭のシーンであるS.T.A.R.S.隊員がケルベロスに追われて、洋館へと避難するシーンのオマージュであると語っているほか、今でも原作ゲームをプレイした中で、最も怖かったところは『1』の洋館でケルベロスが窓ガラスを突き破ってくるシーンであると語っている。
ブラッドショット（Bloodshot）
人間をベースとしてT-ウイルスによって生み出された生物兵器であり、映画中盤のハイブに登場する本作のボスクリーチャー。
その劇中でのビジュアルは、過去作でアリスと何度も死闘を繰り広げた生物兵器「リッカー」を彷彿とさせる全身の筋繊維がむき出しになった巨漢のクリーチャーで、巨体に見合わない俊敏な動きで獲物を襲う。
名称の「ブラッドショット（Bloodshot）」とは英語で「血走った」や「充血した」を意味し、その名の通り「赤く血走った眼球」が特徴的で、これは赤外線のような熱源を感知するサーモグラフィーのような役割を持ち、懐中電灯の光の熱でアリス達を認識し、歪に生え揃った牙を使ってアリスと行動を共にしていたレイザーを殺害する。アリスの銃撃によって一度は床に倒れるものの、致命傷には至っておらず、再び暗闇の中に姿を消す。
暗闇の中からアリスを再び襲撃するが、強い熱源を優先して追うため、アリスを襲うつもりが懐中電灯に気を取られるなどの面を見せる。最後にはアリスの策略にはまり、動けなくなったところをナイフで頭部を貫かれてようやく絶命した。この際、赤く輝き続けていた瞳は、完全に絶命した際には真っ黒に染まった。
DVD＆Blu-ray特典映像に収録されているアンダーソン監督の解説によると、CGのブラッドショットを演じたモーションアクターが、原作ゲーム『6』をプレイして「ブラッドショット」の動きを徹底的に研究したと語っており、原作で見せた銃撃を左右に避けながら接近してくる動きや、顎を震わせて咆哮を上げる仕草などが映画においても再現されている。
原作では『6』で初登場したクリーチャーで、C-ウィルスと呼ばれるウイルスに感染してゾンビ化した人間が突然変異して誕生したクリーチャーだった。姿かたちが似ているリッカーが、原作ではT-ウイルスに感染してゾンビ化した人間が突然変異したクリーチャーという設定であるため、原作のブラッドショットはリッカーを意識してデザインされたクリーチャーであるとされている。実写映画版ではリッカーとブラッドショットともに、ハイブで製作された生体生物兵器として関連付けられている。
また、公開当時のゲーム最新作『アンブレラコア』には「特殊ゾンビ」呼ばれるブラッドショットに酷似したデザインのクリーチャーが登場しているが、両者の関連は不明。

## 用語・舞台
アンブレラ社（Umbrella Corporation）
ヨーロッパに拠点を置く、薬品の製造販売における国際的ガリバー企業にして、世界最大の多国籍民間企業。21世紀の初頭に全米最大の企業に成長し、米国においては90％以上の家庭が同社の製品を所持しているとされ、強大な政治的発言力、資金力を持つ。
創始者はアレクサンダー・ローランド・アイザックス博士とジェームズ・マーカス教授で、ジェームズ・マーカス教授が亡くなった後は、所有する会社全体の株式の約50％が娘のアリシア・マーカスに継承された。
社名である「アンブレラ（Umbrella）」とは「雨傘」を意味し、傘を「庇護の象徴」としてとらえており、「紅白の八角形の浅張り傘」を会社のエムブレムとしている。
表向きには「OUR BUSINESS IS LIFE ITSELF(私たちが扱うのは生命）」と謳い、治療薬から美容液などの幅広い薬品を製造販売するクリーンなイメージの企業として知られ、多くの社員もまたそれを信じていたが、それは仮初の姿である。
裏の顔として、多くの社員にも極秘として行われてきたのは、T-ウイルスを用いた低コストかつ、高利益な兵器である「生物兵器（有機生命体兵器）」の製造販売であり、道徳的社会規範を無視した非合法な人体実験を隠蔽しながら繰り返し、「核兵器」に代わる新しい軍拡競争を生み出す「製品」として、米国、ロシア、中国、日本などの世界中に売り出していた。
実写映画版バイオハザードシリーズの作中では、アンブレラに関する実験施設として、本作と『I』と『II』に登場した、ラクーンシティ地下に存在するT-ウイルスの研究施設「ハイブ」、『III』に登場した、砂漠と化したアメリカネバダ州の地下に存在し、アリスのクローンを製作してウイルスの治療方法を模索していた研究施設「アンブレラ北米支部」、『IV』に登場した日本の渋谷スクランブル交差点の地下に存在する「アンブレラ東京総本部」、及びロサンゼルスの海上に停泊していた船舶型の研究施設「アルカディア号」、『V』に登場した、ロシアのカムチャツカ半島の海溝に存在する、生物兵器のシミュレーション評価テスト、回帰テストを行う海中実験施設「アンブレラ・プライム」などが登場する。
原作ゲームシリーズ、及び実写映画版シリーズ共に「バイオハザード（Resident Evil）」という作品を代表する悪徳企業であるが、会社の生い立ちや、経営陣、会社の最終目的などの設定が両シリーズで大幅に異なっている。特に両シリーズの世界観において転機となる、ラクーンシティにおける「T-ウイルスの漏洩事件」によって市が壊滅し、市が合衆国政府のミサイル爆撃で滅んだ後は、原作ゲームシリーズでは、アンブレラが行ってきた数々の行いや、人体実験などが世間に公表されて組織が弱体化し、最終的には倒産してしまう。2004年に発売された『4』以降は、アンブレラ崩壊後の世界を描いており、アンブレラの意思を受け継いだ様々な組織や人物が暗躍したり、アンブレラが残したB.O.W.（生物兵器）がブラックマーケットに流れて、世界中の紛争地域で使われるようになった世界で物語が紡がれていく。そして後年のゲーム作品では、アンブレラ社自体は過去の回想などでしか登場しなくなったが、2017年に発売されたナンバリングタイトル『7』では、旧アンブレラの残したB.O.W.根絶を目的に対バイオテロ専門PMC（民間軍事会社）として再建された新生アンブレラ社が登場し、再び物語の表舞台に登場するようになった。
一方で実写映画版シリーズでは、市が合衆国政府のミサイル爆撃で滅んだ後も、空気感染を防ぐことが出来ずにT-ウイルスは世界中に拡散して、文明社会が崩壊する。その後アンブレラ社は、地球上に存在する唯一の企業として君臨し、アリスを始めとするキャラクター達と、アンブレラ社との生き残りをかけた戦いが一貫して繰り広げられている。
T-ウイルスを軍事転用して利益を生み出すという目的を持ちながら、自社で開発したウイルスによって人類滅亡の危機に陥り、戦争で収益を上げるどころでは無くなってしまったにも関わらず、アンブレラ社は何故か生物兵器やT-ウイルスの実験開発を繰り返しており、それが実写映画版シリーズが抱える謎の一つとして存在していたが、本作では全てがアンブレラ社の最終目的である「浄化作戦」を完遂するための布石であったことが明らかにされている。
T-ウイルス（Tyrant Virus）
アンブレラ社の科学者であるジェームズ・マーカス教授によって、「プロジェリア」にかかり死を待つばかりの娘のアリシアを救うために開発されたウイルス。名称の「T」とは暴君を表す英単語であるタイラント（Tyrant）に由来する。
死んだ細胞を活性化させ、損傷した細胞を即座に修復する効力を持ち、応用することで地球上に存在するあらゆる病気や老化現象ですらも治癒することが出来る革新的な発明として、世の中に知られるはずだったが、治験を行っていた南アフリカの ケープタウンで、病気の治療用に実験中のウイルスを投与された少年が、 テーブルマウンテンのロープウェーの中で、気管に食べ物を詰まらせて息を引き取った際に、人肉を食らうアンデッドへと変貌して、ロープウェーの乗客を惨殺するという事件が発生し、研究がストップする。
被験者の死後もウイルスは活発に作用し、被験者の体を乗っ取ってしまうウイルスの恐るべき副作用が発覚し、ジェームズ・マーカス教授は研究の打ち切りと破棄を宣言するが、アンブレラの共同出資者であるアレクサンダー・ローランド・アイザックス博士は、「人間のアンデッド化」に関する部分に興味を持ち、軍事転用し利益を得ることを考える。そのために邪魔なマーカス教授を手下のウェスカーを使って殺害する。その後T-ウイルスの研究は、愛娘の難病というジェームズと同じ境遇に悩んでいた映画二作目『II』に登場したチャールズ・アシュフォード博士に引き継がれて正式に完成する。小説版ではアシュフォード博士に引き継がれ完成する前は、単に「前駆細胞」と呼ばれていた。
アイザックス博士は後に「浄化作戦」を決行するための要の要素として、T-ウイルスを用いることを上級幹部が参加する役員会議で発表し、計画を実行に移して七十億人以上の人類をT-ウイルスによって殺害し、アンデッドにした。
原作ゲームシリーズ、実写映画版シリーズ共に「バイオハザード（Resident Evil）」という作品を代表するウイルスで、人間や動物をアンデッド化（ゾンビ化）させるウイルスとして作品名と共に抜群の知名度を誇っているが、出自や効能などの細かい設定が原作と映画で異なっている。
原作ゲームにおけるT-ウイルスは、初めから軍事利用の生物兵器としてアンブレラによって生み出されたが、実写映画版シリーズでは元は医療目的で誕生し、抱えていた重大な欠陥を軍事転用した形となっている。
また、両シリーズに登場するT-ウイルスには、通常のウイルスの他に、変異体（変種体）と呼ばれるものが存在し、いわゆるゾンビ映画の父ジョージ・A・ロメロが生み出したゾンビの特徴に忠実な通常のアンデッド（ゾンビ）だけでなく、知恵があったり、走れたりするなどの特異な性質を持ったアンデッドが各シリーズ作品に登場するが、こちらの設定も異なっている。
実写映画版シリーズの劇中では、『III』でアリスの血液によって変異をおこしたT-ウイルスによって凶暴性、敏捷性が増した「スーパー・アンデッド」が登場。『IV』や『V』、そして本作では、経年劣化によるT-ウイルスの変異で誕生した、特異な性質を持つ「マジニ・アンデッド」や「ジュアヴォ・アンデッド」などが登場している。
一方で原作ゲームシリーズのT-ウイルスには、「V-ACT」と呼ばれる変種体が存在し、一度倒されたゾンビの体内に宿すウイルスが「V-ACT」と呼ばれる変種体に変異することがあり、この状態になると休眠期間を経て体組織の再構築を行い、筋力とスピードが大幅に上昇した「クリムゾン・ヘッド」と呼ばれる個体に進化する。
「V-ACT」に変異しなくても、長期間T-ウイルスにさらされ続けた個体は「長い舌」と「鋭い鉤爪」を持った「リッカー」と呼ばれる個体に突然変異する。
風媒の（散布用）抗ウイルスワクチン（Airborne Antivirus)
T-ウイルスを完全に死滅させる効力を持つ抗ウイルスワクチン。試験管から放出されて外気に触れると、風に乗って運ばれ、世界の隅々にまで行き渡る。
アンブレラ社の最高機密であり、存在を知っているのはアレクサンダー・R・アイザックス博士と浄化作戦の概要を把握しているアンブレラ上級幹部だけである。また、開発が難しいため量産できず、存在するのはハイブで眠るアレクサンダー・R・アイザックス博士が所持している一本のみで、全人類がアンデッド化した後に使用し、地上世界を浄化するために用いられる予定だった。
映画のクライマックスでは、アリスによって人類滅亡直前で使用され、一握りの人類を残して世界は浄化されたが、全世界に行き渡るのには時間を要するため、感染が無くなる日までアリスは戦い続けることを誓う。
映画版シリーズ初期作にも、T-ウイルスに対する抗ウイルスワクチンは登場していたが、そちらは感染して間もない時期に注射しないと効力はなく、アンデッド化した人間に対してはほとんど無力であった。また、『III』で今までのワクチンが効かない変異したT-ウイルスに感染したアンデッドである「スーパー・アンデッド」の登場を皮切りに、T-ウイルスは時間経過によって変異を続け、このワクチンは全く効果が無くなり、以降の『IV』と『V』では、効果がない為か、作中で話題に上がることすらなかった。
原作ゲームシリーズにおいては、T-ウイルスに対するワクチンが、『3』や『OB』に登場しているが映画版シリーズ初期のワクチンと同様に、感染から時間が経つと効果が得られない。
また、現実においてウイルスを兵器として用いる場合、味方への感染を防ぐために抗ウイルスワクチンの存在は必須であり、特効薬の存在しないウイルス兵器は、コントロールのできない兵器となり、価値は低くなる。
生物兵器/有機生命体兵器（Bioweapon/Bio Organic Weapon）
「生物兵器」の本来の定義（解釈）は、エボラウイルスや炭疽菌のような、極めて致死性の高いウイルス、細菌を「武器（兵器）」として人や動物に対して用いることであり、これを使用して戦うことを生物戦（Biological warfare）と呼び、ウイルスや細菌、生物兵器などによって引き起こされる被害のことを「生物災害」、英語で「バイオハザード（biohazard）」と呼ぶ。この「生物兵器」の使用は、人類の安全を脅かすために国際法（ジュネーヴ議定書）で禁止されている。
一方で原作ゲーム、及び実写映画版のバイオハザードシリーズでの「生物兵器」の解釈は、上記の意味合いに加え、軍用動物を兵器として人や動物に対して用いる動物兵器（生体兵器）の解釈を交え、発展させたものとなっている。
具体的には、アンブレラ社が、「T-ウイルス」に感染した人間や動物を、動物兵器（生体兵器）として運用する為に、手術や遺伝子操作を施し、感染を広めるための様々な特性を持ったクリーチャー（ミュータント）を生み出しているが、この感染を広めるために人為的に生み出されたクリーチャーのことを「生物兵器（Bioweapon）」と呼称している。
実写映画版バイオハザードシリーズ『I』～『V』に登場した、アンブレラによって人為的に生み出されたクリーチャーである「リッカー」、「ネメシス」、「スーパー・アンデッド」、「処刑マジニ（Axeman）」、「プラーガ・アンデッド」等や、本作に登場する「ポポカリム」、「ケルベロス」、「ブラッドショット」がこの「生物兵器」に該当する。ウイルスの発生によって偶発的に生まれた、通常の「アンデッド（ゾンビ）」や「ゾンビ犬」、カラスの「クロウ」等は、この「生物兵器」には該当しない。
実写映画版バイオハザードシリーズでは、アンブレラ社製の生物兵器しか登場しないが、原作ゲームシリーズでは、アンブレラ社以外にも様々な組織が、T-ウイルスを始めとした様々なウイルスや寄生生物を用いて「生物兵器」を生み出している。
また原作ゲームシリーズでは、クリーチャーのことを「生物兵器」と表記するほかに、「有機生命体兵器（Bio Organic Weapon）」という造語で表現しており、頭文字を取って「B.O.W.」と表記され、こちらの名称の方がゲーム内において一般的に呼称される。
浄化作戦（The Cleansing operation）
実写映画版シリーズにおけるアンブレラ社の最終目的。アンブレラの創始者の一人であるアレクサンダー・ローランド・アイザックス博士によって、ハイブでのT-ウイルス漏洩事件の17か月前に計画された。
旧約聖書の『創世記』（6章-9章）に登場する「ノアの箱舟」を参考にしており、地球温暖化、世界的な食糧供給量の低下、破滅を叫ぶ原理主義者の台頭によって世界は近い未来に滅びる運命にあると考えたアイザックス博士は、どの道、滅びる運命にある人類を「T-ウイルス」によって自らの手で計画的に殺害し、人類が全てアンデッドと化した後は、「T-ウィルス感染者を死滅させる風媒の抗ウイルスワクチン」によって地上世界を浄化し、「知性」「技術」「血筋」に優れた「選ばれた人間」のみが暮らせる楽園を地球上に創造する計画、通称「浄化作戦」を考案した。
この計画は、アイザックス博士と志を同じくする「アンブレラの上級幹部」のみに知らされている計画であり、それ以外の社員には知らされていなかったため、計画を知らなかった『III』などに登場したクローンのアイザックス博士や他のアンブレラの役員たちは、世界が滅亡した後に、T-ウイルスの完全適合体である「アリス」を使って、T-ウイルスの治療法やアンデッドの飼いならし方法を見つけ出そうと躍起になっていた。
選ばれた人間の殆どが、ラクーンシティ地下の研究施設「ハイブ」に存在する低温生命維持装置の中で、冬眠して作戦の完遂を待ち続けた。
しかし、地上がアンデッドや生物兵器で溢れてもなお、生き残っている生存者グループが世界各地に存在し、予定よりも作戦が長引いてしまった為、アイザックス博士の腹心であり、計画の実働を担っていたウェスカーと、自身こそがオリジナルであると信じているクローンのアイザックス博士が陣頭指揮を執り、作戦の最終フェーズとして装甲車を用いた生存者の掃討を決行する。
掃討を円滑に進めるべく、ドクを始めとしたアンブレラ側の人間を諜報員（スパイ）として、生き残っている生存者のグループに送り込み、掃討開始時に内部混乱を起こす計画も立てたが、アリスの活躍によって、計画は頓挫し、アイザックス博士と上級幹部は地上が浄化される前に、箱舟である「ハイブ」中で全員死亡した。
本作はこの掃討作戦が行われる「48時間前」から物語が開始し、作戦が完遂して人類が完全に滅亡するまでのタイムリミットとして、何度も残り時間が描写される。
原作におけるアンブレラ社、及びその創始者であるオズウェル・E・スペンサー卿の最終的な目的も、「世界規模のバイオハザードを引き起こして、選ばれた人類のみが暮らすことができる世界を創造する」ことが目的であり、映画版の浄化作戦と似ているが、原作では散布するウイルス自体が生き残るべき人間を選別し、優れたDNAを持つ人間はウイルスによって更なる進化を遂げ、ウイルスに選ばれなかった人間はクリーチャー化して自然淘汰されるという計画だった。また、原作ではアンブレラの最後の残党であるアルバート・ウェスカーがスペンサーの計画を引き継いで、世界中にウイルスを散布する寸前まで計画が進んでいたが、主人公たちの活躍により計画は実行直前で食い止められたため、映画とは異なり世界規模のバイオハザード自体は発生していない。
ラクーンシティ（Raccoon City）
原作ゲームシリーズ及び、実写映画版シリーズの『I』と『II』、そして本作のメインの舞台となるアメリカの中西部に位置する架空の都市。市の名称の「ラクーン」とはアライグマの英名であるコモンラクーン（common raccoon）に由来する。
元々はアークレイ山地という山々に囲まれたアメリカの片田舎に過ぎなかったが、アンブレラ社の大規模な工場プラントや研究施設が設置され、市がアンブレラから多額の資金援助を受けたことによって急速に発展を遂げる。
所謂アンブレラの企業城下町として発展を遂げたラクーンシティは、多くのアンブレラ製品がラクーンの地で誕生していることを称えて「HOME OF UMBRELLA（アンブレラの故郷）」と呼ばれ、これは市の郊外に設置されている、市への入り口を示す看板に「WELCOME TO RACCOON CITY（ようこそラクーンシティへ）」という文言と共に書かれている。
この入口看板は、原作ゲーム『DC』や『ORC』に登場した看板と同じデザインが本作で使われているほか、映画版ではさらに「CITY LIMITS POP.（市人口）」の文言が付け足されている。この入口看板は本作のトレーラー映像や、劇中においてアリスや、アイザックス博士がラクーンシティに到着した際に、アンブレラに迎合して崩壊した町の象徴として印象的に描写されている。
『I』においてラクーンシティ地下の研究施設「ハイブ」からT-ウイルスが流出し、『II』で「ハイブ」を解放したことによりアンデッドの巣窟となったラクーンシティは、元合衆国政府のミサイル攻撃によって滅菌消毒され、一部の建物と大きなクレーターが残るのみとなった。
本作ではアリスが「ハイブ」に存在する抗ウイルスワクチンを入手するために、『II』以来ぶりにラクーンシティへ訪れて、市にぽっかり空いた大きなクレーターの底にある「ハイブ」を目指すことになる。
原作ゲームシリーズ及び、実写映画版シリーズ共に「バイオハザードシリーズ」を代表する架空の都市であるが、核爆弾による滅菌後のラクーンシティが舞台となるのは本作が初となる。ただし、原作ゲーム『OB』で、崩壊後のラクーンシティが少しだけ描写されたことがあり、本作同様、一部の建物と大きなクレーターが残る様子が描写されている。
また、小説版ではアリスが滅菌による残留放射性物質を危惧する描写があるが、10年の月日が流れていることに加え、もう間もなく抗ウイルス剤によって死ぬ運命にあることから大した問題ではないと考えている。
ワシントンD.C.（Washington, D.C.）
実在の都市にしてアメリカ合衆国の首都。全米中からアンデッドに追われて逃げてきた人々がホワイトハウスに集まっている。
前作で人類に宣戦布告を仕掛けたレッドクイーンが、文明社会最後の砦であるホワイトハウスに集まった生存者達を根絶やしにするべく、アンデッドと生物兵器の軍団をホワイトハウスに仕向けた。
これに対抗するために、ホワイトハウスで大統領の代わりを務めるアルバート・ウェスカーが陣頭指揮を執り、バイオテロ対策部隊「BSAA」を始めとした武装部隊をホワイトハウス周辺に展開させて、アンデッド軍団と戦わせたほか、ロシアにある実験施設「アンブレラ・プライム」に囚われていたアリスを、人類最後の切り札として使用するべく、自身が派遣した救出部隊に救出させて、彼女を戦いに参加させたところで前作は幕を閉じた。しかし本作の冒頭で、ホワイトハウスでの戦いはウェスカーの裏切りにより、人類側の敗北で幕を閉じたことが語られた。
文明社会最後の砦であるホワイトハウスが陥落したことで、残る人類は世界中の各都市に集まる4472人のみとなり、アンブレラの悲願である「浄化作戦」は最終フェーズに突入し、残る4472人を全員始末するまでの時間である「48時間」のカウントダウンを開始した。
唯一ワシントンD.C.の戦いを生き延びたアリスは、D.C.攻撃の黒幕とされていたレッドクイーンと再会し、アンブレラの凶行を止めて欲しいと依頼される。
BSAA（Bioterrorism Security Assessment Alliance）
バイオテロの情報収集・予防・制圧を行なっている組織で、原作ゲームでは『5』以降の作品でおなじみとなっている組織である。
本作において、映画序盤のワシントンD.C.でアリスが生物兵器の「ポポカリム」と交戦した際に、アリスが乗り込んだ自動車(ハマー)の「ボンネット」と「フロントドア」と「リアバンパー」に略語である「BSAA」の文字と、正式名称である「Bioterrorism Security Assessment Alliance」の文字がセットで書かれているのが確認できる。
またレッドクイーンとアリスが会話をしていた部屋にはBSAA北米支部の旗が掲げられており、ここに駐屯していたと思われるBSAAのナイフなどの装備をアリスが拝借している。
原作ゲームシリーズとは異なる展開を見せる実写映画版シリーズの世界においても、ウイルスや生物兵器の脅威に立ち向かうために組織され、アンデッドと生物兵器が群がるホワイトハウスを守護するべく派遣されたのだろうが、本作の荒廃したワシントンD.C.でアリス以外の生存者が見当たらないところを見るに、先の戦いで全滅し、車やクレイモア等の装備だけが残されたものと考えられる。
アリス計画（PROJECT ALICE/PROGRAM ALICE）
T-ウイルスと完全な適合を見せた主人公「アリス」を用いたさまざまな計画の総称。及びアンブレラ側の人間がアリスを呼びかける際に使われる固有名詞でもある。『II』でアイザックス博士によって始動した。
初出の『II』では「PROGRAM ALICE」と呼称されていたが、『III』以降は「PROJECT ALICE」の呼称で統一された。
『I』でT-ウイルスに汚染されたハイブを生き残ったアリスとマットの2名がアンブレラによってT-ウイルス研究の実験材料にされた。このうち、ハイブでT-ウイルスに感染しながらもアンデッド化とは異なる変異を起こしていたマットは、「ネメシス計画（NEMESIS PROGRAM）」と呼ばれる計画の素体となった。こちらは素体であるマットがクリーチャー「ネメシス」と化し、これ以上の進化を見込めないことから失敗に終わったが、ハイブを感染なしで脱出したアリスは、T-ウイルス研究の実験材料にされた後も、肉体的な変異を遂げないまま、T-ウイルスと適合し、驚異的な能力を発現させたことから、大量のアリスのクローンが製造され、以降の作品で様々な実験に使われてきたほか、オリジナルとされるアリスと共に共闘してアンブレラに戦いを挑んだこともあった。
大量のクローンの、オリジナルとされる主人公のアリスの「出生」と、ハイブでのバイオハザードが発生する以前は「何をしていたのか」についての秘密が語られていないことが、実写映画版シリーズの謎の一つであったが、本作ではそれが明かされ、主人公の「アリス」もまた、計画によって生み出されたクローンの一体に過ぎなかったことが判明する。
クローン（CLONE）
オリジナルとなる生物と同一の遺伝子情報を持つ個体の集団。アンブレラ社は以前からT-ウイルス研究と同時にクローン研究にも力を入れており、現在では非常に高いクローニング技術を有している。
主な用途は生物兵器の量産化目的であるが、好きな記憶を植え付け、オリジナルと見分けがつかないほど精巧な人間のクローンを製造できる技術を有していることから、映画の『III』では、アンデッドの飼いならしに有効な効果を持つアリスの血液を得るために、アイザックス博士がアリスのクローンを大量に製作した。
『V』に登場したバイオハザードのシミュレーション施設「アンブレラ・プライム」では、生物兵器の餌食となる人間をクローニング技術で量産していたほか、かつてアンブレラに従事していたワン、レイン、カルロス等の従業員もクローン化し、施設の警備に使用していた。
本作においても、アンブレラの創業者であるアレクサンダー・R・アイザックス博士が、自身のクローンを製作して忠実な僕として使役している他、主人公のアリス自身も「アンブレラ・プライム」等で量産されていたアリスのクローンと全く変わらない存在であることが判明するなど、「クローン」は、実写映画版バイオハザードシリーズにおける重要なファクターとなっている。
なお、原作ゲームシリーズにおいてもアンブレラ社は高いクローニング技術を有しているが、「記憶の植え付け」のような現代科学では実現不可能な技術は有しておらず、殆どがB.O.W.（生物兵器）の量産目的で使用されているのみである。人間のクローンも製作されているが、B.O.W.「タイラント」のような、ウイルスに完全適合できる素体が数少ないために、ウイルスに完全適合するアンブレラの幹部が、会社内での地位と引き換えに、自身のクローンをB.O.W.の製造用として提供しているのみであり、実写映画版程フィーチャーされた設定ではない。
ハイブ（The Hive）
T-ウイルスの実験開発、研究を行っているラクーンシティ地下深くに存在するアンブレラ社の研究施設。名称のハイブとは、蜂の巣を意味する英語であるビーハイブ（Bee Hive）に由来し、その名の通り、「蜂の巣」を彷彿とさせる形状の施設である。
総従業員数は約500名で、ハイブを管理するAI「レッドクイーン」によって徹底的に情報の秘匿とウイルスの流出防止対策が施されている。
ハイブへの入構経路は2カ所あり、ラクーンシティ中心部に存在する3基のシャフトが組み合わさった高速エレベーター「エレベーター・カム」からハイブに向かうルートと、ラクーンシティ郊外に設置された入り口から地下鉄道を用いて侵入する経路である。
前者のルートは映画『II』と本作で登場し、『II』では、ティモシー・ケイン少佐とサミュエル・アイザックス博士の命令で入り口が解放されたが、これによってハイブ内のアンデッドと生物兵器がラクーンシティ全域に流出してしまった。本作では、アリスがアイザックス博士から風媒の抗ウイルスワクチンを奪った後に、ハイブからの脱出に高速エレベーターを利用している。
後者のルートは「鏡の館（LOOKING GLASS HOUSE）」、正式名称「バンクス・ドラクロワ邸（BANKS DELACROIX ESTATE）」と呼ばれるアンブレラ社が所有する古い洋館が、入り口の偽装工作として設置されており、主人公のアリスは映画の『I』でこの洋館の警備を担当していた。
かつてアリスと共に洋館の警備を担当していたスペンスが、T-ウイルスが高値で売れることを知ったことによって、人為的にバイオハザードが引き起こされることになる。アリスは映画の一作目『I』でこの施設に閉じ込められ、アンデッドや生物兵器、そして人工知能「レッドクイーン」と死闘を繰り広げた。
ハイブはレッドクイーンによって徹底的に封じ込められたが、『II』でケイン少佐とアイザックス博士によってハイブは解放され、結果としてラクーンシティが滅んだだけではなく、急速にウイルスは世界中をめぐり、文明社会が崩壊した。本作では、世界をウイルスの脅威から救うことが出来る抗ウイルス剤が、ハイブに存在することが判明し、アリスは再びハイブへと赴くことになる。
本作では、映画『I』でハイブの最下層と説明されていたレッドクイーン室&レーザートラップルームの手前の部屋に置かれている端末に、パスコードを入力することで隠された下層に降りられることが判明する。そこには『I』の時に訪れることはなかった、アンブレラの上級幹部が眠る低温生命維持装置が大量に保管される部屋などが存在し、アリス達は「ハイブ」が文字通りの蜂の巣であり、多くのはちのこたち（人間）が冷凍保存され眠り続けていることや、アンブレラ社の真の目的である浄化作戦を把握することになる。
また実写映画版オリジナル要素でありながら、『I』で観客に強烈なインパクトを与え、原作ゲームにも逆輸入された「レーザートラップルーム」も再び登場し、ここでアイザックス博士との最終決戦が行われる。
DVD＆Blu-ray特典映像のアンダーソン監督による解説によると、「レーザートラップルーム」を再建するにあたって、「ハイブ」がラクーンシティのミサイル爆撃によって損傷し、「レーザートラップルーム」を施設内の埃や、ゴミが風によって流れる「吹き抜け」になっているという設定を考え、レーザーが照射されるガラスを「埃まみれ」にすることで、レーザーが照射されるたびに、壁に埃が焼かれた跡が残るようにし、視覚的に面白い映像になったと語っている。
また、2002年に公開された『I』の部屋を再現した際のトラブルとして、2002年当時の主流だった「壁掛けの固定電話」と、「アスペクト比4:3のPC用ディスプレイ」がすぐに用意できないことが判明し、慌てて3Dプリンターを用いて製作したことが語られている。
装甲車/輸送車（Armored vehicles/Transporter）
開発経緯
アンブレラ社が、アンデッドや生物兵器に汚染された地上世界を移動するために用いている大量の重火器と装甲を取り付けた歩兵戦闘車両。
世界規模のアウトブレイクによって世界人口のほとんどが死滅した後、少数の生き残った人間を最後の一人まで絶滅させるためアンブレラは各地の生存者がいる地域に向けて部隊を派遣しており、本車はその作戦のための専用開発である。通常より大型で高車が高いの装甲車を主要戦力に使用している。　　　
武装
武装はM61バルカン2基、ロケットランチャー、AMOS連装自動迫撃砲1門である。これらの兵装を高度なベトロニクスで管制し、FCS、画像認識装置、自動照準装置を駆使し、コントロールスティックやタッチパネル、操作盤によって操作する。屋根に大型のアンテナが設置されており強力な無線が使える。
防御力
装甲は寮車のM61バルカンに側面から連続で撃たれても、耐えたことから20mm口径弾までは優に耐える装甲になっている。車内には自動消火装置が設置されている。履帯や車両底部に異物が入らないよう徹底的に防御されている。対NBS空調装置が積まれ汚染のひどい地域でも活動できる。
操縦性
装甲車の運転は車外監視システム、動力系制御装置、GPS、赤外線監視装置、地形走査センサーを駆使し、タッチパネル液晶ディスプレイ1枚構成のモニターを見ながらエレクトロニカ・コントローラーで昼夜問わず操縦できる。操縦自体が高度に自動化されており操縦が非常に簡単な他、自律運転を行う事も可能である。
配備
劇中では三機登場する。
運用
本作ではアンブレラ社が捕獲した生存者の捕虜を餌として装甲車に括り付け、生存者にマラソンをさせる形をとってアンデッドを先導し、生存者グループが隠れる各都市に向かわせている。アンデッドを先導することにより、アンデッドが移動できない高所の建物に逃げ隠れている生存者たちを、捕虜や重火器を使ってあぶり出し、先導してきた大量のアンデッドに襲わせるという戦い方を行っている。
劇中では、アリスが抗ウイルス剤の存在を知っているのに気付いたクローンのアイザックス博士が彼女に口を割らせるべく、手錠とロープで繋いだ状態で後部扉から外に出し、後ろから追ってくるアンデッドにいつ噛まれてもおかしくない状況下で「知っていることを話すまで走らせ続ける」という「拷問」も兼ねて行われた。
ポストアポカリプス物のゾンビ映画ではおなじみの要素であり、著名な作品では「ウォーキング・デッド」やゾンビ映画の父ジョージ・A・ロメロ監督の作品「ゾンビ」のリメイク作品である「ドーン・オブ・ザ・デッド」等にも似たようなゾンビ対策を施した装甲車が登場している。
『IV』や『V』では、アンブレラが空を移動するために用いていたアンブレラ仕様のオスプレイ（V-22）や、『V』に登場した武器の輸出用に使用していたアンブレラ仕様の潜水艦などが登場していたが、地上を移動する乗り物は本作が初となる。

## 日本語吹き替え
| 役名                                         | 俳優                     | 日本語吹き替え                      |
| 役名                                         | 俳優                     | 劇場公開版                          |
| -------------------------------------------- | ------------------------ | ----------------------------------- |
| アリス・アバーナシー                         | ミラ・ジョヴォヴィッチ   | 本田貴子                            |
| アリシア・マーカス                           | ミラ・ジョヴォヴィッチ   | 本田貴子                            |
| アレクサンダー・ローランド・アイザックス博士 | イアン・グレン           | 水内清光                            |
| クローンアイザックス                         | イアン・グレン           | 水内清光                            |
| クレア・レッドフィールド                     | アリ・ラーター           | 岡寛恵                              |
| アルバート・ウェスカー                       | ショーン・ロバーツ       | 立木文彦                            |
| ドク                                         | オーエン・マッケン       | 浪川大輔                            |
| コバルト                                     | ローラ                   | ローラ                              |
| レイザー（マイケル）                         | フレイザー・ジェームズ   | 西凜太朗                            |
| アビゲイル                                   | ルビー・ローズ           | 野一祐子                            |
| クリスチャン                                 | ウィリアム・レヴィ       | 伊藤健太郎                          |
| チュウ（リー）司令官                         | イ・ジュンギ             | 石田彰                              |
| ジェームズ・マーカス教授                     | マーク・シンプソン       | 下妻由幸                            |
| アリシア・マーカス（幼少期）                 | エヴァー・アンダーソン   | なし                                |
| レッドクイーン                               | エヴァー・アンダーソン   | かないみか                          |
| その他の吹き替えキャスト                     | その他の吹き替えキャスト | 飯沼南実 渡辺優里奈 高杉義充 里卓哉 |
| 日本語版制作スタッフ                         |                          |                                     |
| 演出                                         |                          | 中野洋志                            |
| 翻訳                                         | 風間綾平                 | 藤澤睦実                            |
| 制作                                         |                          | ACクリエイト                        |

## 製作
2014年9月に全米公開予定だったが、主演のミラ・ジョヴォヴィッチの第2子妊娠により撮影は延期され、2015年4月に第2子は生まれた。
撮影は、2015年9月から南アフリカ共和国のヨハネスブルクとケープタウンで行われた。セット撮影がメインだった前作と違い、本作は「徹底的にリアルを追求したい」というポールの意向から現地撮影が行われ、「泥臭さが上手く撮れた」という。日本からは「驚くべき美貌と人を惹きつける強烈な個性、強い意志をもった女性」と映画プロデューサーに評されたファッションモデルのローラが、女戦士のコバルト役で出演している。オーディションを受けたうえで現地撮影に挑んだローラはアクションもすべてこなし、ポールに高評価されている。
レッドクイーン役は第一作ではモデルのミカエラ・ディッカーが、前作では『MAMA』(2013)や『赤ずきん』(2011)への出演経験があるミーガン・シャルパンティエが演じ、今作では監督のポールと主演のミラの長女であるエヴァー・アンダーソンがレッドクイーンを演じた。レッドクイーン役を演じるために、エヴァーは数年前からイギリス英語を猛特訓していたという。

本作は、前作『V』の終盤から始まった、ワシントンD.C.でのレッドクイーンが率いるアンデッド達との戦いが終結した直後から物語が始まるが、前作のエンドクレジット直前まで登場したジル・バレンタイン、エイダ・ウォン、レオン・S・ケネディ、アリスのクローンの娘であるベッキーは、本作映画では登場せず、その後の詳細は映画本編では語られない。ただし、本作の小説版では、前作『V』のラストから本作の映画版冒頭の場面に到るまでの物語が補完されている。

## 音楽
音楽は前作と前々作を手掛けたトムアンドアンディから代わって、ポール・ハスリンジャーが手掛ける。
ポール・ハスリンジャーとポール・W・S・アンダーソン監督は、本作以前にも『デス・レース』や『三銃士/王妃の首飾りとダ・ヴィンチの飛行船』でタッグを組んでいる。サウンドトラック盤は2016年12月21日に日本で、2017年1月27日にアメリカで発売された。
| 全作詞・作曲: ポール・ハスリンジャー。 |                                       |                        |                        |      |
| #                                      | タイトル                              | 作詞                   | 作曲・編曲             | 時間 |
| 1.                                     | 「This Is My Story」                  | ポール・ハスリンジャー | ポール・ハスリンジャー | 2:13 |
| 2.                                     | 「A Force So Evil」                   | ポール・ハスリンジャー | ポール・ハスリンジャー | 2:10 |
| 3.                                     | 「Return To The Hive」                | ポール・ハスリンジャー | ポール・ハスリンジャー | 2:51 |
| 4.                                     | 「The Turbine Sequence」              | ポール・ハスリンジャー | ポール・ハスリンジャー | 2:24 |
| 5.                                     | 「Make It Right」                     | ポール・ハスリンジャー | ポール・ハスリンジャー | 1:45 |
| 6.                                     | 「Entering Raccoon City」             | ポール・ハスリンジャー | ポール・ハスリンジャー | 2:49 |
| 7.                                     | 「Tunnel Vision」                     | ポール・ハスリンジャー | ポール・ハスリンジャー | 1:21 |
| 8.                                     | 「I Promised You An Answer」          | ポール・ハスリンジャー | ポール・ハスリンジャー | 3:07 |
| 9.                                     | 「Seal The Hive」                     | ポール・ハスリンジャー | ポール・ハスリンジャー | 2:20 |
| 10.                                    | 「History is Written by the Victors」 | ポール・ハスリンジャー | ポール・ハスリンジャー | 1:49 |
| 11.                                    | 「Downloading Alicia's Memories」     | ポール・ハスリンジャー | ポール・ハスリンジャー | 2:26 |
| 12.                                    | 「Laser Corridor Revisited」          | ポール・ハスリンジャー | ポール・ハスリンジャー | 4:37 |
| 13.                                    | 「Ascension」                         | ポール・ハスリンジャー | ポール・ハスリンジャー | 1:44 |
| 14.                                    | 「Isaac's Demise」                    | ポール・ハスリンジャー | ポール・ハスリンジャー | 1:17 |
| 15.                                    | 「The Anti-Virus Sacrifice」          | ポール・ハスリンジャー | ポール・ハスリンジャー | 1:30 |
| 16.                                    | 「Why Am I Alive」                    | ポール・ハスリンジャー | ポール・ハスリンジャー | 2:49 |
| 17.                                    | 「Towards a New Horizon」             | ポール・ハスリンジャー | ポール・ハスリンジャー | 2:02 |
| 18.                                    | 「My Work Is Not Done」               | ポール・ハスリンジャー | ポール・ハスリンジャー | 2:53 |
| 19.                                    | 「The Run Towards the Crater」        | ポール・ハスリンジャー | ポール・ハスリンジャー | 2:00 |

日本語吹替版主題歌
- 『Don't be Afraid』唄：L'Arc〜en〜Ciel

2016年12月21日発売。通常盤：KSCL 2905　Blu-ray付初回限定盤：KSCL 2903-2904　完全生産限定 BIOHAZARD® × L'Arc-en-Ciel盤：KSCL 2900-2902
Sony Pictures Entertainmentによる海外で公開された本作のトレイラー映像では以下の楽曲が使用されている。
- 『Intro (Delirium)（英語版）』：Ellie Goulding
- 『Paradise City』：Guns N' Roses
- 『Collider』：X Ambassadors with Tom Morello

## Blu-ray・DVD
ソニー・ピクチャーズエンタテインメントより下記が発売。 
- バイオハザード ブルーレイ アルティメット・コンプリート・ボックス(完全数量限定、レーザートラップルームBOX、10枚組、2017年3月22日発売)
- バイオハザード：ザ・ファイナル ブルーレイ　プレミアム・3Dエディション(初回生産限定、3枚組、2017年3月22日発売)
- バイオハザード：ザ・ファイナル Blu-ray(初回生産限定、1枚組、2017年3月22日発売)
- バイオハザード：ザ・ファイナル DVD(初回生産限定、1枚組、2017年3月22日発売)
- バイオハザード：ザ・ファイナル 4K ULTRA HD & ブルーレイセット(初回生産限定、2枚組、2017年3月22日発売)

## プロモーション
2016年12月13日にはワールドプレミアが六本木ヒルズアリーナで開催され、主要俳優陣やポールとミラに加え、2人の長女であり本作でレッド・クイーンを演じるエヴァー・アンダーソンが登壇した。
日本では2017年5月27日公開のフルCGアニメ映画『バイオハザード: ヴェンデッタ』との連動プロモーションが行われており、2016年12月23日の本作公開に合わせて『ヴェンデッタ』の本予告映像がYouTubeで公開されたほか、日本限定ムビチケカードが販売されている。

## 小説版
- 著：ティム・ワゴナー、訳：富永和子『バイオハザード: ザ・ファイナル』（角川ホラー文庫、2016年12月22日） ISBN 978-4-04-105211-2

本作の小説版では『III』の小説版と同じく、前作から本作の映画版冒頭の場面に到るまでの、映画では描かれなかった物語が補完されている。
前作『V』のラスト、アリスは生き残ったジル・バレンタイン、エイダ・ウォン、レオン・S・ケネディ、そして戦いの中で助けたアリスのクローンの娘であるベッキーと共に、宿敵アルバート・ウェスカーに救出された。
ウェスカーの防衛要塞と化したワシントンD.C.のホワイトハウスに招かれたアリスは、彼にT-ウイルスを再び投与され、暴走した人工知能「レッドクイーン」が人類を絶滅させようと差し向けたという、ホワイトハウスを取り囲むアンデッドの大群を一掃するのに力を貸して欲しいとウェスカーに依頼されて、前作『V』は終幕となった。
本作の小説版では、『V』のラストのウェスカーの発言はアリスを自身の“兵器”として利用するための虚偽であったことが判明する。アンデッドの大群はレッドクイーンが差し向けたものではなく、ウェスカーの地位を狙うアンブレラ社の女性幹部「ダニア・カルドザ」（映画版では未登場）が、以前ジルを洗脳していた装置「スカラベ」の量産型をアンデッドらに用いて仕向けたものであった。その大群を率いるカルドザを打倒するため、ウェスカーはアリスを欺き、アリスに投薬したT-ウイルスも一度テレキネシスを発動すれば超人化の効果はなくなってしまう不完全品であった。
ホワイトハウスでカルドザが率いるアンデッドの大群と籠城戦を行う中で、ウェスカーの真意を見抜くアリスら一行であったが時すでに遅く、レオンとエイダはカルドザが差し向けたアンデッドの複合融合体「メランジ」と戦い、ジルはウェスカーとの戦いで失明し、アリスを庇い命を落とす。アリスはテレキネシスを発動させることに成功し、メランジらアンデッドの大群とそれを操っていたカルドザを倒し何とか勝利するも、ウェスカーには逃げられた上、ベッキーも行方不明となってしまう。また高い身体能力以外の、テレキネシスなどの特性は再び失われてしまった。映画版の冒頭の場面は、この戦いの直後から始まる。
また上記内容の追加に伴い、小説版のラストにはエピローグも追加されており、ホワイトハウスでの戦いの争乱で行方不明となったアリスのクローンの娘であるベッキーのその後が明かされ、アンブレラ社との長年に及ぶ戦いの決着を付けた後も彼女を捜し続けていたアリスと再会を果たし、物語は幕を閉じる。

## 続編
『バイオハザードシリーズ』の映画化権を所有するコンスタンティン・フィルムが製作する実写映画版シリーズは、6作目の本作をもって一旦の区切りとなった。
2017年、コンスタンティン・フィルムより、リブート版の新作映画が製作中であると発表された。『ソウ』『ワイルド・スピード SKY MISSION』などの監督で知られるジェームズ・ワンがプロデュースを務めると報道され、脚本はグレッグ・ルッソが担当し、監督は2017年時点では決定していない。
2018年、リブート版のプロデュースを務めていたワンが企画から離脱していたと発表。また、リブート版の監督として『海底47m』などを手掛けたヨハネス・ロバーツが就任したと報じられた。キャストは一新され、旧6部作シリーズや原作ゲームシリーズとは世界観を共有していない、まったく新しい実写映画版バイオハザードとして製作され、『バイオハザード: ウェルカム・トゥ・ラクーンシティ』として2021年に公開された。
2019年1月、コンスタンティン・フィルムはロバーツが監督を務めるリブート版とは別に、Netflixと共同でドラマシリーズとしてバイオハザードの映像作品を制作していると発表した。こちらはポール・W・S・アンダーソンが製作・脚本を務めてきた旧6部作シリーズと世界観を共有しており、T-ウイルスを生み出したアンブレラ社のダークな内部や、T-ウイルスによって文明社会が崩壊した後の新世界秩序に迫る内容になる。また、旧6部作シリーズを知っていればより楽しめるようなイースターエッグも盛り込まれるという。同年現在では企画は初期段階であり、ドラマシリーズを率いるショーランナー（製作総責任者）探しが行われているとのことで、旧6部作シリーズを手掛けたアンダーソンら旧スタッフが関わるかは不明。
2022年にドラマシリーズの『バイオハザード』がNetflixにて配信された。